# Pićan
Pićan (en italien : Pedena ; en allemand : Piben) est une ville historique et une municipalité dans le comitat d'Istrie, en Croatie. 

## Géographie
La commune située dans la péninsule d'Istrie, sur la route de Pazin à la côte orientale.
Au recensement de 2001, la municipalité comptait 1 997 habitants, dont 85,68 % de Croates et le village seul comptait 315 habitants.

## Histoire
Pićan faisait partie des domaines du comté de Pazin (Pisino), les zones intérieures de l'ancienne marche d'Istrie qui en 1374 échurent aux territoires héréditaires des Habsbourg. L'église de la Visitation de la Vierge Marie, dévastée au cours d'une révolte paysanne en 1653 et reconstruite en 1738, fut le siège épiscopal de l'ancienne diocèse de Pedena (en latin : dioecesis Petinensis) dissout en 1787. Depuis 1969, Petina est un siège titulaire de l'Église catholique.

## Localités
La municipalité de Pićan compte 10 localités :
| - Grobnik - Jakomići - Krbune - Kukurini - Montovani | - Orič - Pićan - Sveta Katarina - Tupljak - Zajci |